# Vizcondado de Sabiñán
El vizcondado de Sabiñán fue un título nobiliario español creado por la reina Isabel II de España en fecha desconocida de 1846 en favor de Juan Antonio Muñoz y Funes, caballero de la Orden de Santiago, administrador del Real Cortijo de San Isidro en Aranjuez, padre de Agustín Fernando Muñoz y Sánchez, I duque de Riánsares, I marqués de San Agustín y I duque de Montmorot par de Francia (título no reconocido en España), segundo esposo de su madre la reina regente María Cristina, viuda y sobrina materna que fue del rey Fernando VII.
El título de vizconde de Sabiñán se concedió como previo al de conde de Retamoso.

## Denominación
Su nombre hace referencia a la localidad de Sabiñán, en la provincia de Zaragoza.

## Vizcondes de Sabiñán
|                        | Titular                    | Periodo                |
| Creación por Isabel II | Creación por Isabel II     | Creación por Isabel II |
| ---------------------- | -------------------------- | ---------------------- |
| I                      | Juan Antonio Muñoz y Funes | 1846-1846              |
| Título extinto         |                            |                        |

## Historia de los vizcondes de Sabiñán
- Juan Antonio Muñoz y Funes, I vizconde de Sabiñán y luego I conde de Retamoso, caballero de la Orden de Santiago, administrador del Real Cortijo de San Isidro en Aranjuez.

1. Casó con Eusebia Sánchez y Ortega.

## Nota
Al ser un vizcondado previo no puede considerarse un título nobiliario, ya que nunca fue considerado como tal. 
Su concesión fue un puro trámite administrativo que se extinguió al otorgarse el título de conde de Retamoso.